# Jákó
Jákó es un pueblo ubicado en el distrito de Kaposvár, en el condado de Somogy, Hungría.

## Superficie
Posee una superficie de 16,69 kilómetros cuadrados.

## Demografía
Hasta 2022 la población era de 592 habitantes, con una densidad de población de 33,67 habitantes por kilómetro cuadrado.